# Podbablje
Podbablje je općina u Hrvatskoj. Nalazi se u Splitsko-dalmatinskoj županiji.

## Općinska naselja
U sastavu općine je 8 naselja (stanje 2006.), to su: Drum (općinsko središte), Grubine, Hršćevani, Ivanbegovina, Kamenmost, Krivodol, Podbablje Gornje i Poljica.

## Stanovništvo
| broj stanovnika | 3277  | 3445  | 3366  | 3855  | 4795  | 5158  | 5470  | 5693  | 5693  | 6003  | 6127  | 6480  | 6060  | 5884  | 4904  | 4680  | 4035  |
|                 | 1857. | 1869. | 1880. | 1890. | 1900. | 1910. | 1921. | 1931. | 1948. | 1953. | 1961. | 1971. | 1981. | 1991. | 2001. | 2011. | 2021. |

### Popis 2011.
Prema popisu stanovništva iz 2011. godine, Općina Podbablje ima 4680 stanovnika. Većina stanovništva su Hrvati s 96,28 %, a po vjerskom opredijeljenju većinu od 95,94 % čine pripadnici katoličke vjere.

## Gospodarstvo
- Poljoprivreda

## Poznate osobe
- Milivoj Kujundžić, hrvatski političar, pravnik i bivši udbaš
- Milan Kujundžić, hrvatski liječnik i političar

## Spomenici i znamenitosti
- Mlinica Markićuša u Kamenmostu

## Šport
- NK Kamen Ivanbegovina